# Il mercato di Malmantile
Il mercato di Malmantile és una òpera en tres actes composta per Domenico Fischietti sobre un llibret italià de Carlo Goldoni. S'estrenà al Teatro San Samuele de Venècia el Carnestoltes de 1758. S'estrenà a Catalunya el 1760 al Teatre de la Santa Creu de Barcelona.